# Трусова Олександра В'ячеславівна
Олексáндра В'ячеслáвівна Трýсова, після шлюбу Ігнáтова (рос. Александра Вячеславовна Трусова; нар. 23 червня 2004, Рязань, Росія) — російська фігуристка, що виступає в жіночому одиночному катанні. Срібна призерка Олімпійських ігор (2022). Бронзова призерка Чемпіонату світу (2021), срібна призерка Чемпіонату Європи (2022), бронзова призерка Чемпіонату Європи (2020). Бронзова призерка Фіналу Гран-прі (2019). Чемпіонка (2022), срібна призерка (2019) і дворазова бронзова призерка Чемпіонату Росії (2020, 2021). Друга в історії дворазова чемпіонка світу серед юніорів (2018, 2019). Переможниця (2017) та срібна призерка (2018) Фіналів юніорського Гран-прі. 
Майстриня спорту міжнародного класу Росії (2019), Майстриня спорту Росії (2020), Заслужена майстриня спорту Росії (2022), Медаль ордену «За заслуги перед Вітчизною» І ступеню (2022).
Станом на 1 квітня 2023 року посідає 13-е місце у рейтингу Міжнародного союзу ковзанярів.
Олександра Трусова — перша фігуристка в історії, яка виконала на змаганнях під егідою Міжнародного союзу ковзанярів четверні лутц, тулуп і фліп, і друга (після Мікі Андо), виконала четверний сальхов. Також вона перша виконала два четверних стрибка в одній програмі: четверний тулуп і каскад четверний тулуп — потрійний тулуп, а також перша в історії виконала три четверних стрибка в одній програмі: четверний лутц, каскад четверний тулуп — потрійний тулуп, четверний тулуп. Перша виконавиця чистого каскаду четверний тулуп — ойлер — потрійний сальхов.
Перша в історії виконала п'ять четверних стрибків в довільній програмі: четверний фліп, четверний сальхов, четверний тулуп (степ-аут), четверний лутц — потрійний тулуп, четверний лутц.

## Родина
Народилася 23 червня 2004 року в Рязані в спортивній родині. Батько В'ячеслав — майстер спорту за трьома видами єдиноборств. Мати Світлана — займалася легкою атлетикою. Трусова має двох молодших братів — Івана та Єгора.

## Спортивна кар'єра

### Початок
Олександра Трусова почала займатися фігурним катанням у 2008 році в Рязані. До 2011 року тренувалася у Ольги Шевцової. Пізніше за сімейними обставинами з батьками і братами переїхала до Москви, де стала працювати з Олександром Волковим. Під керівництвом Волкова Трусова вивчила потрійні стрибки і каскади з двох подвійних. У 2016 році перейшла в групу тренерки Етері Тутберідзе. У лютому 2017 року Трусова виграла бронзу Фіналу Кубку Росії серед кандидатів у майстри спорту, у березні того ж року стала 4-ю на першості Росії серед юніорів.
Трусова — членкиня збірної команди Росії з 2017 року. Серед вболівальників отримала прізвисько «російська ракета».

### Юніорські змагання

#### Сезон 2017—2018
У сезоні 2017—2018 Олександра Трусова досягла віку, з якого ISU допускає спортсменів до участі в міжнародних змаганнях серед юніорів. Дебютувала на етапі юніорського Гран-прі Австралії і посіла там перше місце. Потім був етап в Білорусі, де вона також посіла перше місце. З цими результатами вийшла у Фінал юніорського Гран-прі, який у тому році проводився в Нагої, де теж здобула перемогу.
У січні 2018 року впевнено виграла першість Росії серед юніорів.
У березні виступила на Чемпіонаті світу серед юніорів, вигравши і коротку, і довільну програми. Причому в довільній програмі чисто виконала четверний сальхов і четверний тулуп і набрала рекордні 92,35 бали за техніку. З цим виступом Трусовій, першій із юніорок вдалося увійти до перших 70 найкращих результатів за сумою в світі, причому відразу на 13-е місце, поступившись тільки Євгенії Медведєвій, Аліні Загітовій, Кейтлін Осмонд і Кім Йон А.

#### Сезон 2018—2019
Сезон 2018—2019 Олександра почала з виступу на литовському етапі юніорського Гран-прі, де знову здобула перемогу, при цьому в довільній програмі виконала недокручений четверний лутц, а також каскад четверний тулуп — потрійний тулуп. 12 жовтня 2018 року Олександра перемогла на етапі юніорського Гран-прі у Вірменії, у довільній програмі виконавши четвертний лутц без недокрута, і ставши таким чином першою жінкою, яка чисто виконала цей елемент на змаганнях.
У Фіналі Гран-прі, що проходив у Канаді на початку грудня, посіла друге місце, поступившись Альоні Косторній, яку до цього (у Фіналі юніорського Гран-прі сезону 2017—2018, а також на юніорських Чемпіонатах Росії і світу 2018 року) стабільно не пускала на перше місце. При цьому в довільній програмі виконала три четверних, — два лутца і тулуп, — але на першому лутці допустила степ-аут, а з другого (який повинен був бути в каскаді) впала.
На Чемпіонаті Росії Олександра Трусова посіла друге місце після короткої програми, набравши 74,96 балів. Наступного дня під час виступу чисто виконала перший четверний лутц, але впала з другого, що дозволило їй стати другою після Анни Щербакової як у довільній програмі (154,75 бала), так і в загальному заліку (229,71 бала). 9 березня 2019 року завоювала золото на юніорському Чемпіонаті світу в Загребі: Олександра, яка посідала після короткої програми друге місце після Анни Щербакової, стала кращою у довільній програмі і в загальному заліку, набравши в сумі 222,89 бала.

### Сезон 2019—2020
У вересні 2019 року Трусова дебютувала серед дорослих фігуристів на словацькому турнірі, що входить до серії «Челленджер» — Меморіалі Ондрея Непели, який виграла з двома світовими рекордами у довільній програмі (163,78) і за сумою балів (238,69). Потім, у жовтні, виступила на канадському етапі Гран-прі, який також виграла оновивши встановлені нею ж світові рекорди, 166,62 балів у довільній програмі і 241,02 загальна сума балів. На домашньому листопадовому етапі Гран-прі в Москві Олександра Трусова показала другий результат за підсумками короткої програми. У довільній програмі фігуристка виконала три четверных стрибка і двічі впала, у підсумку ставши переможницею московського етапу «Гран-прі».
У фіналі Гран-прі Олександра Трусова стала бронзовою призеркою. Через невдале виконання потрійного акселя в короткій програмі Олександра йшла лише п'ятою. У довільній програмі спортсменка заявила п'ять четверных стрибків і чисто зробила три з них. Трусова вперше серед жінок виконала четверний фліп.
На Чемпіонаті Росії з фігурного катання у Красноярську Олександра Трусова також стала бронзовою призеркою. Вона показала третій результат у короткій програмі. Спортсменка відмовилася від виконання заявлених потрійного акселя і каскаду з рітбергером, виконавши подвійний аксель і каскад з тулупом. Виступ фігуристки судді оцінили на 76,46 бали.
У довільній програмі Олександра допустила падіння з двох четверних стрибків фліпа і лутца і зробила подвійний тулуп замість заявленого четверного. У другій половині програми спортсменка чисто виконала каскад з четверним тулупом й інші елементи, набрала 148,88 бали і стала третьою в довільній програмі. За сумою двох програм також посіла третє місце з 226,34 балами.
На чемпіонаті Європи з фігурного катання, який проходив в австрійському Граці Олександра Трусова знову стала третьою. У короткій програмі вона показала свій кращий результат у кар'єрі — 74,95 бали і за підсумками займала проміжне третє місце. Довільна програма була виконана з кількома помилками, що не дозволило фігуристці піднятися вище. В сумі Трусова набрала 225,34 бали.

### Сезон 2020—2021
Сезон розпочинається з кардинальних змін. 6 травня 2020 року стало відомо, що Трусова переходить від Етері Тутберідзе до тренувань під керівництвом Євгенія Плющенка у його Академію фігурного катання.
Олександра Трусова виграла другий етап Кубка Росії з фігурного катання у Москві. Отримала 240.59 бала у сумі за коротку та довільну програми.
Стала переможницею етапу Кубка Росії у Казані. Після короткої програми посіла друге місце, поступившись Альоні Косторній. Але, як і на етапі Кубка Росії в Москві, спромоглася перемогти завдяки четверним стрибкам у довільній програмі. Трусова заявила чотири четверні стрибки, виконала сальхов, лутц, каскад із четверним тулупом, але впала із сольного тулупа. Була припущена помилка і на каскаді «лутц-ріттбергер». За два прокати фігуристка набрала 248,63 бала.
Наприкінці грудня в Челябінську Трусова виграла бронзу Чемпіонату Росії, виконавши два четверні лутца. За довільну програму вона отримала 170.61 бала, у сумі за два дні змагання — 246,37.
На чемпіонаті світу 2021 року у Стокгольмі стала 12-ю за підсумками короткої програми: допустивши помарок на потрійному лутці і залишившись без каскаду, випала з найсильнішої розминки. У довільній програмі заявила п'ять четверних стрибків. Виконала четверні фліп, лутц у каскаді з потрійним тулупом, тулуп в каскаді з потрійним сальховом з помилкою, впала на четверних сальхові та лутці, а також виконала подвійний аксель, потрійний лутц-потрійний тулуп. Отримавши 152.38 бали за прокат, вона посіла перше місце за довільною програмою та змогла піднятися з 12-го місця на 3-тє у загальному заліку.
1 травня 2021 року тренер Трусової Євген Плющенко оголосив про припинення співпраці з нею. Фігуристка повернулася до Етері Тутберідзе.

### Сезон 2021—2022
12 вересня 2021 року на контрольних прокатах збірної Росії з фігурного катання, що проходили в Челябінську, в рамках нової довільної програми під музику з фільму «Круелла», Олександра Трусова виконала 5 четверних стрибків: фліп, сальхов, тулуп, лутц у каскаді з потрійним тулупом, сольний лутц, також були виконані каскади подвійний аксель-потрійний тулуп і потрійний лутц-ойлер-потрійний сальхов.
У вересні Олександра виступила на американському турнірі «U.S. Classic». За підсумками короткої програми посідала перше місце з 74,75 балами, у програмі вона виконала потрійний фліп і каскад потрійний лутц-потрійний тулуп, але помилилася при виконанні потрійного акселя. Довільну програму виграла, незважаючи на помилки у прокаті, набравши 142,05 бала. З п'яти запланованих четверних стрибків без помилок виконала лише сальхов. За підсумками двох програм посіла перше місце із результатом 216,80 бала.
Після перемоги у короткій програмі на I етапі Кубка Росії з фігурного катання, проведеному в Сизрані, Трусова знялася зі змагань і не взяла участі у довільної програмі.
У жовтні стало відомо, що Олександра зазнала травми ноги. Незважаючи на це, Трусова взяла участь у етапі Гран-прі «Skate America 2021» і посіла перше місце, оновивши свій особистий рекорд у короткій програмі. Фігуристка не стала ризикувати та виконала полегшені версії програм, показавши чистий прокат. У короткій програмі не виконувала потрійний аксель, а в довільній виконала лише один четверний стрибок (лутц), заявивши, що цей варіант програми є для неї дуже легким.
7 листопада стало відомо, що Олександра пропустить етап Гран-прі «NHK Trophy» за медичними показаннями.
У грудні виступила на Чемпіонаті Росії. За підсумками короткої програми посідала п'яте місце, набравши 74,21 бала, у програмі вона впала з потрійного акселя, але потім виконала потрійний фліп і каскад потрійний лутц — потрійний тулуп. У довільній програмі вона виконала четверний фліп, каскад четверний лутц — ойлер — потрійний сальхов і каскад четверний лутц — потрійний тулуп, впала лише на чвертному тулупі та отримала 174,44 бала. Отримавши 248,65 балів за прокат, вона зайняла друге місце за довільною програмою і стала другою у загальному заліку, поступившись Камілі Валієвій. Але 13 січня 2023 року, через допінг-скандал навколо Каміли Валієвої результати останньої були анульовані, а отже чемпіонкою Росії-2022 стала Трусова. 
|                                       |  |
| Трусова на Чемпіонаті Росії 2022 року |  |

У січні виступила на чемпіонаті Європи, що проводився у Таллінні. За підсумками короткої програми посідала 3 місце з 75,13 бала, у програмі вона впала з потрійного акселя, потім виконала потрійний фліп і каскад потрійний лутц — потрійний тулуп. У довільній програмі виконала четверний фліп, четверний сальхов, подвійний аксель — потрійний тулуп, впала з четверного тулупа та четверного лутця, потім стрибнула каскад потрійний лутц — ойлер — потрійний сальхов і потрійний лутц — потрійний тулуп. Отримавши 234,36 бала за прокат, вона посіла третє місце за довільною програмою та стала третьою у загальному заліку.
На Олімпійських іграх 2022 в особистому турнірі в короткій програмі посідала четверте місце, набравши 74,60 бала. В програмі вона впала з потрійного акселя, потім виконала потрійний фліп, каскад потрійний лутц — потрійний тулуп. В довільній програмі вона вперше в історії Олімпійських ігор виконала п'ять четверних стрибків. Фігуристка виконала четверний фліп, четверний сальхов, четверний тулуп (степ-аут), подвійний аксель — потрійний тулуп (помилка), четверний лутц — потрійний тулуп, четверний лутц, потрійний лутц — потрійний сальхов і отримала 177,13 бали. Отримавши 251,73 бали, Трусова стала першою в довільній програмі та другою в загальному заліку, поступившись Анні Щербаковій 4,22 бали. Дізнавшись свої результати, у спортсменки трапилася істерика.

### Сезон 2022—2023
1 жовтня 2022 року стало відомо, що Трусова перейшла з групи Етері Тутберідзе до тренера Світлани Соколовської. Причиною переходу називалися надмірні навантаження на тренуваннях у Тутберідзе, які сильно сприяють посиленню травм. До цього віднесли проблеми Трусової зі спиною, через що вона на вересневих контрольних прокатах виступила лише з однією, короткою програмою, а не двома, як інші члени збірної.
29-30 жовтня 2022 року брала участь у другому етапі Гран-прі Росії «Оксамитовий сезон» у Сочі. За підсумками короткої програми розташувалася на другому місці з 70,20 бала, у програмі виконала подвійний аксель, потрійний фліп і помилилася на другому стрибку к каскаді потрійний лутц—подвійний тулуп, допустивши степ-аут на виїзді. У довільній програмі розташувалася на третьому місці й отримала 138,35 бала, у програмі вона впала з четверного лутца, чисто виконала каскад потрійний фліп—потрійний тулуп, замість потрійного рітбергера зробила тільки подвійний, виконала каскад потрійний лутц—ойлер—подвійний сальхов, секвенцію потрійний фліп—подвійний аксель і сольний потрійний лутц. За сумою балів за обидві програми отримала 208,55 бала і посіла третє місце.
19-20 листопада 2022 року брала участь у п'ятому етапі Гран-прі Росії «Волзький пірует» у Самарі. Після короткої програми розташувалася на проміжному третьому місці з 69,50 бала, у програмі виконала одинарний аксель, потрійний фліп, каскад потрійний лутц—потрійний тулуп. У довільній програмі розташувалася на другому місці з 144,30 бала, у програмі впала з четверного лутца, але успішно зробила інші елементи. Отримавши за прокат 213,80 бала, вона посіла друге місце, поступившись Софії Самоделкіній.
|                                           |  |
| Трусова на етапі Гран-прі Росії 2022 року |  |

Наприкінці грудня в Красноярську пройшов Чемпіонат Росії 2023 року, проте Трусова не змогла взяти в ньому участь через хворобу. Також за медичними показаннями Олександрі довелося пропустити Фінал Гран-прі Росії та Чемпіонат Росії зі стрибків.

## Техніка
Трусову називають найстрибучишою фігуристкою. До січня 2014 року в її програму включався подвійний аксель. До сезону 2015/2016 років Олександра освоїла каскад лутц — потрійний тулуп. З серпня 2017 року тренери включили рекордно складний для одиночниць четверний стрибок сальхов, а також два каскади потрійний лутц — потрійний тулуп і потрійний лутц — потрійний рітбергер. У квітні 2018 року тренер клубу «Самбо-70» Сергій Розанов опублікував у інстаграмі відео, де Олександра Трусова на тренуванні виконує четверний лутц. У серпні 2018 року на закритих контрольних прокатах юніорської збірної Росії з фігурного катання у Новогорську були виконані четверний лутц, а також каскад четверний тулуп — потрійний тулуп. 12 жовтня 2018 року, на етапі Гран-прі серед юніорів у Вірменії Олександра успішно виконала четвертний лутц без недокрута. 24 листопада 2018 року на тренуванні виконала каскад четверний лутц — потрійний рітбергер, який ніколи не виконувався ні жінками, ні чоловіками. У грудні 2018 року на тренуванні вперше виконала четверний фліп. На контрольних прокатах 8 вересня 2019 року виконала три четверних стрибка в одній програмі, один з яких в каскаді з потрійним. 5 жовтня 2019 року на турнірі Japan Open в довільній програмі виконала чотири четверних стрибка: четверний сальхов, четверний лутц, каскад четверний тулуп — потрійний тулуп, а також каскад четверний тулуп — потрійний сальхов через ойлер.
Рекордна по техніці програма на юніорських змаганнях
Програма виступу Олександри Трусової, яка по техніці перемогла всіх дорослих чемпіонів, крім двох четверних стрибків включала ще багато складних технічних елементів, у тому числі ще більш технічно складні серії потрійних стрибків підряд. Це єдина чемпіонська програма у світі, яка не включала в серіях подвійних стрибків. Єдиний подвійний аксель був виконаний сольно. Це єдина програма відразу з п'ятьма технічними елементами за рівнем складності вище 10 балів.
Це також єдина чемпіонська програма, де всі технічні елементи мали позитивну оцінку за чистоту виконання (англ. grade of execution, GOE) і де всі серії стрибків за виконання у другій половині програми отримали підвищувальний коефіцієнт 1,1.
Рекордна програма складалася з наступних послідовних елементів:
1. Четверний сальхов (4S)
2. Четверний тулуп (4T)
3. Стрибок у комбіноване обертання 4-го рівня зі зміною ноги (FCSp4)
4. Доріжка кроків 4-го старшого рівня складності (StSq4)
5. Потрійний лутц (3Lz)
6. Потрійний фліп + рітбергер + потрійний сальхов (3F+1Lo+3S) — всього сім обертів поспіль з двома дотиками льоду
7. Потрійний лутц + потрійний рітбергер (3Lz+3Lo) — подвійний стрибок у шість оборотів з одним дотиком льоду, складний елемент програми (13.71 бали)
8. Потрійний фліп + потрійний тулуп (3F+3T)
9. Подвійний аксель (2A)
10. Комбіноване обертання 4-го рівня зі зміною ноги (CCoSp4)
11. Стрибок у комбіноване обертання 4-го рівня зі зміною ноги (FCCoSp4)

## Особисте життя
У травні 2022 року оголосила про стосунки з фігуристом Марком Кондратюком, з яким з жовтня 2022 також року тренуються в одному штабі. У 2023 році вони припинили стосунки.
З січня 2024 року зустрічається з фігуристом Макаром Ігнатовим. У червні 2024 року Трусова оголосила, що Ігнатов зробив їй пропозицію. 17 серпня того ж року відбулося весілля.
6 серпня 2025 року в них народився син Михайло.

## Програми
| Сезон     | Коротка програма | Довільна програма | Показові номери |
| --------- | --- | --- | --- |
| 2021—2022 | - «Benediction And Dream» у виконанні Ліли Даунс - «Solo tu» - «Alcoba Azul» - Елліот Голденталь (з фільму «Фріда»)              | - «Call Me Cruella» Florence + the Machine - «The True Story of Cruella's Birth» Ніколас Брітел - «I Wanna Be Your Dog» Джон Маккрі (з фільму «Круелла»)                                   | - «Song to the Siren» Роуз Беттс (з фільму «Ліга справедливості») - «Wonder Woman, a Call to Stand» Junkie XL (з фільму «Ліга справедливості Зака Снайдера») |
| 2020—2021 | - «Love Story» Лола Астанова, Степан Хаусер - «Appassionata» Secret Garden                                                       | - «O Verona» Крейг Армстронг - «Montagues & Capulets» Річард Клайдерман - «Come, Gentle Night» Абель Коженівський - «Dance of the Knights» Сергій Прокоф'єв (з фільму Ромео та Джульєтти)  | - «Game of survival» Ruelle |
| 2019—2020 | - «Solveig's Song» Эдвард Григ в исполнении Мейв Ни Вейлхаха - «У печері гірського короля» Едвард Григ (звистави «Пер Гюнт»)     | - «Pray (High Valyrian)» Меттью Белламі - «The Night King» Рамін Джаваді (із телесеріалу «Гра престолів»)                                                                                  | - «Unstoppable» Сія |
| 2018—2019 | - «Bang Bang» Ненсі Сінатра (з фільму «Убити Білла») - «Battle Without Honor or Humanity» Томоясу Хотей (з фільму «Убити Білла») | - «Kill the Target» Томоясу Хотей - «Katana Groove» Томоясу Хотей - «Lucia di Lammermoor» Ерік Серра (з фільму «П'ятий елемент») - «The Diva Dance» Эрик Серра (из фильма «Пятый элемент») | - «Unstoppable» Сія - «Big Spender» Пегги Ли - «Jumpin' Jack» Big Bad Voodoo Daddy                                                                           |
| 2017—2018 | - «Big Spender» Пеггі Лі - «Jumpin' Jack» Big Bad Voodoo Daddy                                                                   | - «Пори року: Літо» Антоніо Вівальді аранжировка: Макс Ріхтер | - «Your Heart Is as Black as Night» Мелоді Гардо |
| 2016—2017 | - «Your Heart Is as Black as Night» Мелоді Гардо                                                                                 | - «Galicia Flamenca» Gino D'Auri | |
| 2015—2016 | - «Paint It Black» Ванесса Карлтон                                                                                               | - «Crystallize» - «My Immortal» - «Spontaneous Me» Ліндсі Стірлінг | |

## Спортивні досягнення
| Змагання                              | 16/17                    | 17/18                    | 18/19                    | 19/20                    | 20/21                    | 21/22                    |
| Міжнародні індивідуальні              | Міжнародні індивідуальні | Міжнародні індивідуальні | Міжнародні індивідуальні | Міжнародні індивідуальні | Міжнародні індивідуальні | Міжнародні індивідуальні |
| ------------------------------------- | ------------------------ | ------------------------ | ------------------------ | ------------------------ | ------------------------ | ------------------------ |
| Олімпійські ігри                      |                          |                          |                          |                          |                          | 2                        |
| Чемпіонати світу                      |                          |                          |                          |                          | 3                        |                          |
| Чемпіонати Європи                     |                          |                          |                          | 3                        |                          | 2                        |
| Фінали Гран-прі                       |                          |                          |                          | 3                        |                          |                          |
| Етапи Гран-прі. Skate America         |                          |                          |                          |                          |                          | 1                        |
| Етапи Гран-прі. Rostelecom Cup        |                          |                          |                          | 1                        | 4                        |                          |
| Етапи Гран-прі. Skate Canada          |                          |                          |                          | 1                        |                          |                          |
| Етапи Гран-прі. NHK Trophy            |                          |                          |                          |                          |                          | WD                       |
| Челленджер. Меморіал Ондрея Непелы    |                          |                          |                          | 1                        |                          |                          |
| U.S. Classic                          |                          |                          |                          |                          |                          | 1                        |
| Міжнародні командні                   |                          |                          |                          |                          |                          |                          |
| Japan Open                            |                          |                          |                          | 1                        |                          |                          |
| Національні                           |                          |                          |                          |                          |                          |                          |
| Чемпіонат Росії                       |                          |                          | 2                        | 3                        | 3                        | 1                        |
| Першість Росії серед юніорів          | 4                        | 1                        | 1                        |                          |                          |                          |
| Зимова Спартакіада (юнацька)          |                          |                          | 1                        |                          |                          |                          |
| Міжнародні серед юніорів              |                          |                          |                          |                          |                          |                          |
| Чемпіонат світу серед юніорів         |                          | 1                        | 1                        |                          |                          |                          |
| Фінали юніорського Гран-прі           |                          | 1                        | 2                        |                          |                          |                          |
| Етапи юніорського Гран-прі. Австралія |                          | 1                        |                          |                          |                          |                          |
| Етапи юніорського Гран-прі. Білорусія |                          | 1                        |                          |                          |                          |                          |
| Етапи юніорського Гран-прі. Литва     |                          |                          | 1                        |                          |                          |                          |
| Етапи юніорського Гран-прі. Вірменія  |                          |                          | 1                        |                          |                          |                          |

### Детальні результати
На чемпіонатах ІСУ нагороджують малими медалями за коротку і довільну програму. 
 Поточні світові рекорди по системі ІСУ виділені жирним курсивом, попередні — жирним.
| Дата                 | Змагання                                   | КП            | ПП            | Загальна      |
| Сезон 2019—20        | Сезон 2019—20                              | Сезон 2019—20 | Сезон 2019—20 | Сезон 2019—20 |
| -------------------- | ------------------------------------------ | ------------- | ------------- | ------------- |
| 20—26 січня 2020     | Чемпіонат Європи 2020                      | 3 74,95       | 3 150,39      | 3 225,34      |
| 24—29 грудня 2019    | Чемпіонат Росії 2020                       | 3 76,46       | 3 149,88      | 3 226,34      |
| 5—8 грудня 2019      | Фінал Гран-прі 2019/2020                   | 5 71,45       | 3 161,73      | 3 233,18      |
| 15—17 листопада 2019 | Етапи Гран-прі: Rostelecom Cup 2019        | 2 74,21       | 1 160,26      | 1 234,47      |
| 25—27 жовтня 2019    | Етапи Гран-прі: Skate Canada 2019          | 3 74,40       | 1 166,62      | 1 241,02      |
| 5 жовтня 2019        | Japan Open 2019                            | —             | 1 160,53      | 1 (команда)   |
| 19—21 вересня 2019   | Челленджер. Меморіал Ондрея Непели 2019    | 1 74,91       | 1 163,78      | 1 238,69      |
| Сезон 2018—19        |                                            |               |               |               |
| 21—26 березня 2019   | Зимова Спартакіада                         | 2 77,43       | 1 176,90      | 1 254,33      |
| 4—10 березня 2019    | Чемпіонат світу серед юніорів 2019         | 2 72,49       | 1 150,40      | 1 222,89      |
| 2—4 лютого 2019      | Першість Росії серед юніорів 2019          | 7 69,55       | 1 164,44      | 1 233,99      |
| 19—23 грудня 2018    | Чемпіонат Росії 2019                       | 2 74,96       | 2 154,75      | 2 229,71      |
| 6—9 грудня 2018      | Фінал юніорського Гран-прі 2018            | 2 74,43       | 2 140,77      | 2 215,20      |
| 10—13 жовтня 2018    | Етапи юніорського Гран-прі. Вірменія 2018  | 1 74,19       | 1 146,81      | 1 221,00      |
| 5—8 вересня 2018     | Етапи юніорського Гран-прі. Литва 2018     | 1 74,74       | 1 146,70      | 1 221,44      |
| Сезон 2017—18        |                                            |               |               |               |
| 5—11 березня 2018    | Чемпіонат світу серед юніорів 2018         | 1 72,03       | 1 153,49      | 1 225,52      |
| 23—26 січня 2018     | Першість Росії серед юніорів 2018          | 1 74,25       | 3 137,84      | 1 212,09      |
| 7—10 грудня 2017     | Фінал юніорського Гран-прі 2017            | 1 73,25       | 2 132,36      | 1 205,61      |
| 20—24 вересня 2017   | Етапи юніорського Гран-прі: Білорусь 2017  | 1 69,72       | 1 126,60      | 1 196,32      |
| 23—26 августа 2017   | Етапи юніорського Гран-прі: Австралія 2017 | 1 65,57       | 1 132,12      | 1 197,69      |
| Сезон 2016—17        |                                            |               |               |               |
| 1—5 лютого 2017      | Першість Росії серед юніорів 2017          | 6 64,95       | 4 129,65      | 4 194,60      |

## Рекорди і досягнення
Олександра Трусова є володаркою двох світових рекордів за набраними очками на змаганнях серед дорослих і шести — серед юніорів, а також трьох історичних рекордів на змаганнях серед юніорів.

### Рекорди на змаганнях серед дорослих
| Дата                          | Очки                          | Захід                         | Примітка                                                |
| Рекорди за сумою двох програм | Рекорди за сумою двох програм | Рекорди за сумою двох програм | Рекорди за сумою двох програм                           |
| ----------------------------- | ----------------------------- | ----------------------------- | ------------------------------------------------------- |
| 27 жовтня 2019                | 241,02                        | Skate Canada 2019             | Рекорд побитий Оленою Косторною на Фіналі Гран-прі 2019 |
| 21 вересня 2019               | 238,69                        | Меморіал Ондрея Непелы 2019   | Перевершений рекорд Аліни Загітової.                    |
| Рекорди в довільній програмі  |                               |                               |                                                         |
| 27 жовтня 2019                | 166,62                        | Skate Canada 2019             | Оновлено власний рекорд.                                |
| 21 вересня 2019               | 163,78                        | Меморіал Ондрея Непели 2019   | Перевершений рекорд Аліни Загітової.                    |

### Рекорди на змаганнях серед юніорів
| Дата                          | Очки                          | Захід                                                         | Примітка |
| Рекорди за сумою двох програм | Рекорди за сумою двох програм | Рекорди за сумою двох програм                                 | Рекорди за сумою двох програм                                                                                |
| ----------------------------- | ----------------------------- | ------------------------------------------------------------- | --- |
| 9 березня 2019                | 222,89                        | Чемпіонат світу з фігурного катання серед юніорів 2019        | Рекорд побитий Камілою Валієвою на Чемпіонаті світу серед юніорів 2020                                       |
| 7 вересня 2018                | 221,44                        | Етап юніорського Гран-прі з фігурного катання в Литві 2018    | Перевершений рекорд Ганни Щербакової.                                                                        |
| Рекорди в короткій програмі   |                               |                                                               | |
| 6 вересня 2018                | 74,74                         | Етап юніорського Гран-прі з фігурного катання в Литві 2018    | Перевершений рекорд Ганни Щербакової.                                                                        |
| Рекорди в довільній програмі  |                               |                                                               | |
| 9 березня 2019                | 150,40                        | Чемпіонат світу з фігурного катання серед юніорів 2019        | Рекорд побитий Камілою Валієвою на Чемпіонаті світу серед юніорів 2020                                       |
| 12 жовтня 2018                | 146,81                        | Етап юніорського Гран-прі з фігурного катання у Вірменії 2018 | Першою серед жінок приземлила четверний лутц.                                                                |
| 7 вересня 2018                | 146,70                        | Етап юніорського Гран-прі з фігурного катання в Литві 2018    | Перевершений рекорд Олени Косторної. Першою серед жінок приземлила каскад четверний тулуп — потрійний тулуп. |

### Історичні рекорди на змаганнях серед юніорів
| Дата                          | Очки                          | Захід                                                  | Примітка                                                                                                   |
| Рекорди за сумою двох програм | Рекорди за сумою двох програм | Рекорди за сумою двох програм                          | Рекорди за сумою двох програм                                                                              |
| ----------------------------- | ----------------------------- | ------------------------------------------------------ | --- |
| 10 березня 2018               | 225,52                        | Чемпіонат світу з фігурного катання серед юніорів 2018 | Перевершений рекорд Аліни Загітової. Першою серед юніорок здобула понад 210 і 220 балів.                   |
| Рекорди в короткій програмі   |                               |                                                        | |
| 7 грудня 2017                 | 73,25                         | Фінал Гран-прі з фігурного катання 2017/2018           | Перевершений рекорд Олени Косторної, встановлений нею на цьому ж турнірі за 10 хвилин до виступу Трусової. |
| Рекорди в довільній програмі  |                               |                                                        | |
| 10 березня 2018               | 153,49                        | Чемпіонат світу з фігурного катання серед юніорів 2018 | Перевершений рекорд Аліни Загітової. Першою серед юніорок здобула понад 140 і 150 балів.                   |

### Досягнення
- Володарка історичного рекорду за набраними очками за техніку (92,35), встановленого нею в 13 років на Чемпіонаті світу з фігурного катання серед юніорів 2018[90].
- Наймолодша переможниця Чемпіонату світу з фігурного катання серед юніорів та Фіналу юніорського Гран-прі з фігурного катання (24 червня 2004 року народження, 13 років). Попереднє досягнення належало Юлії Липницькій (5 червня 1998 року народження, 13 років)[91].
- Першою серед жінок приземлила четверний тулуп.
- Першою серед жінок приземлила четверний лутц[92][93].
- Першою серед жінок приземлила четверний фліп.
- Першою серед жінок приземлила каскад з четверного і потрійного стрибків (четверний тулуп — потрійний тулуп).
- Першою серед жінок приземлила два четверных стрибка в одній програмі.
- Першою серед жінок приземлила два різних четверных стрибка в одній програмі.
- Першою серед жінок приземлила три різних потрійних стрибка у другій половині довільної програми — потрійний сальхов, потрійний рітбергер і потрійний тулуп.
- Другою серед жінок приземлила четверний сальхов. Першою була Мікі Андо[94].
- Двічі поспіль виграла Чемпіонат світу з фігурного катання серед юніорів, повторивши досягнення Олени Радіонової.
- Першою серед жінок приземлила три четверних стрибка в одній програмі, один з яких в каскаді з потрійним стрибком.
- Першою серед жінок приземлила чотири четверних стрибка в одній програмі, два з яких у каскаді. Першою серед жінок приземлила три різних четверних стрибка в одній програмі. Першою серед жінок приземлила каскад з четверного і потрійного стрибків у другій половині програми. Це сталося на Japan Open 2019. Оскільки турнір не проходив під егідою Міжнародного союзу ковзанярів, ці результати не були визнані офіційно[95].
- Першою серед жінок здобула вище 100 балів за техніку в довільній програмі (100,20)[96].
- Першою серед жінок на змаганнях під егідою Міжнародного союзу ковзанярів приземлила два каскади з четверного і потрійного стрибків, один з яких виконаний у другій половині програми.
- Першою серед жінок стрибнула каскад четверний тулуп — потрійний сальхов. Каскад був виконаний через ойлер.
- Володарка світового рекорду за набраними очками за техніку в довільній програмі (100,20). Це п'ятий результат в одиночному катанні і третій в сезоні 2019/2020 років, включаючи чоловіче[97].

### Визнання
- Найкращий молодий спортсмен року в Європі в зимових видах спорту (2019)[98][99].
- Увійшла до списку «20 молодих і перспективних» за версією РосБізнесКонсалтинг (2019)[100].